# Кристијан Голдбах
Кристијан Голдбах (Кенигсберг, 18. март 1690 — Москва, 20. новембар 1764) је био пруски математичар који је такође студирао право. Најпознатији је по Голдбаховој хипотези.

## Биографија
Рођен у Кенигзбергу (сада Калињинград), главном граду Пруског војводства, делу Бранденбург-Пруске, Голдбах је био син пастора. Студирао је на Универзитету у Калињинграду, а после се запослио у новоотвореној Академији наука у Санкт Петербургу 1725. године. Касније, 1728. године, био је тутор цару Петру II. Године 1742, запослио се у руском министарству спољних послова.

## Доприноси
Голдбах је пуно путовао кроз Европу и упознао многе познате математичаре, као што су Готфрид Лајбниц, Леонард Ојлер и Николас I Бернули. Највише је запажен због својих преписки са овим математичарима, а посебно због писма из 1742. године упућеног Ојлеру у коме је изнео своју Голдбахову хипотезу. Такође је проучавао и доказао неке теореме везане за савршене степене, као што је Голдбах-Ојлерова теорема, а допринео је и на пољу анализе.